# Onymocoris
Onymocoris is een geslacht van wantsen uit de familie van de Thaumastocoridae. Het geslacht werd voor het eerst wetenschappelijk beschreven door Drake & Slater in 1957.

## Soorten
Het genus bevat de volgende soorten:

- Onymocoris barberi Drake & Slater, 1957
- Onymocoris hackeri Drake & Slater, 1957
- Onymocoris izzardi Drake & Slater, 1957
- Onymocoris stysi Cassis, Schuh & Brailovsky, 1999